# 青鸟号列车
青鸟号（法語：L'Oiseau Bleu或Oiseau Bleu）是曾运营于法国巴黎至比利时安特卫普间一班长途列车所使用的名称，最早由国际卧铺车公司自1929年起作为普尔曼快车开行，后因第二次世界大战的爆发而中断；1947年起，列车又以普通的快速列车类别重开，并在1957年升级为全欧快车，直至1984年停运。其命名源自比利时作家莫里斯·梅特林克的代表作《青鸟》，前者是1911年的诺贝尔文学奖获得者。

## 普尔曼快车
青鸟号最初是作为豪华列车由国际卧铺车公司自1929年起开行，为该公司在法国至比利时之间使用普尔曼车厢运营的第二班列车（首班为北方之星号）。以下为列车在1929年的时刻表：
| AP次 | AP次  | 停靠站   | PA次  | PA次 |
| 里程 | 时刻  | 停靠站   | 时刻  | 里程 |
| ---- | ----- | -------- | ----- | ---- |
| 0    | 09:30 | 安特卫普 | 22:36 | 363  |
| 53   | 10:29 | 布鲁塞尔 | 21:38 | 310  |
| 363  | 14:00 | 巴黎     | 18:05 | 0    |

由于客流量持续向好，青鸟号自1935年5月15日起将运行线路北延至荷兰阿姆斯特丹，使其成为北方之星号的“镜像”班次（即到发时刻相反）。随着第二次世界大战在1939年全面爆发，列车服务被迫中断。战争结束后，青鸟号于1947年6月1日重启了巴黎－布鲁塞尔的运营，前往安特卫普及阿姆斯特丹则通过列车加挂的两节联运车厢实现。然而至1949年，通往布鲁塞尔以北的联运车厢被撤销，青鸟号再度仅提供往返于巴黎－布鲁塞尔间的服务，并搭载一等及二等座席等级的普尔曼车厢，在当时又被称为“青鸟快车”（Blue Bird Express）。

## 全欧快车
随着全欧快车（TEE）网络在1957年设立，青鸟号又成为首批开行的全欧快车班次之一，并获得TEE145（北行）/108次（南行）的车次编号。最初，列车在巴黎－布鲁塞尔间执行一站直达的服务，后于1958年9月29日双向增加圣康坦和蒙斯的停站，并自1965年5月28日起将北部的始发及终到站改在布鲁塞尔北站。
为解决法国及比利时不同制式的电气化铁路问题，青鸟号在1964年5月31日前均使用由瑞士联邦铁路及荷兰铁路共同开发的RAm TEE型柴联车（荷兰称为DE IV型柴联车）运营。其车组在当时轮番执行一个为期5天的套跑任务：
- 第一日： 雪绒花号 苏黎世→阿姆斯特丹
- 第二日： 北方之星号 阿姆斯特丹→巴黎， 青鸟号 巴黎→布鲁塞尔
- 第三日： 青鸟号 布鲁塞尔→巴黎， 北方之星号 巴黎→阿姆斯特丹
- 第四日： 雪绒花号 阿姆斯特丹→苏黎世
- 第五日：苏黎世机务段（保养维护）

1964年5月31日，RAm TEE型柴联车被撤出PBA（巴黎、布鲁塞尔及阿姆斯特丹的首字母缩写）线路的服务。然而，由于机车牵引的不锈钢TEE PBA型车厢紧缺，无法在1964年8月2日前交付青鸟号，后者在这一时期遂转而使用普通的法国一等车厢及国际卧铺车公司的餐车编组。牵引机车方面，列车在法国境内使用CC 40100型电力机车担当本务，比利时境内则使用比利时国铁18型电力机车担当。
1967年5月28日，青鸟号的车次进行重新编号，TEE145次改为了TEE63次，TEE108次则改为TEE62次。1971年5月23日，随着欧洲铁路车次的全面调整，往返于阿姆斯特丹至巴黎间的全欧快车获得了80至87的连续编号，其中南行使用偶数，北行使用奇数。在此范围内，青鸟号获得了TEE87次和TEE80次的车次。自1974年9月27日起，巴黎－布鲁塞尔间的全欧快车数量增加至每日双向各六班，青鸟号作为从巴黎开出的末班车，车次又被调整为TEE89次。此后，青鸟号一直维持由法国国家铁路及比利时国家铁路共同运营直至1984年的线路重组。1984年6月3日，作为巴黎－布鲁塞尔间被削减的两班全欧快车之一，青鸟号正式停运。
以下为青鸟号在1971年的冬季时刻表：
| TEE80次 | TEE80次 | 停靠站         | TEE87次 | TEE87次 |
| 里程    | 时刻    | 停靠站         | 时刻    | 里程    |
| ------- | ------- | -------------- | ------- | ------- |
| 0       | 07:13   | 布鲁塞尔（北） | 23:30   | 316     |
| 6       | 07:19   | 布鲁塞尔（南） | 23:23   | 310     |
| 61      | 08:01   | 蒙斯           | 22:50   | 255     |
| 162     | 08:46   | 圣康坦         | 22:04   | 154     |
| 316     | 09:57   | 巴黎           | 20:54   | 0       |

## 脚註
1. ↑  UIC 1972，第9頁.
2. ↑  Mühl & Klein 1998，第268頁.
3. ↑  Mertens & Malaspina 2007，第176頁.
4. ↑  Hajt 2001，第98頁.
5. ↑  Van Oostrom 1997，第139頁.
6. ↑  Cook 1949，第94頁.
7. ↑  Van Oostrom 1997，第123頁.
8. ↑  Van Oostrom 1997，第140頁.
9. ↑  Mertens & Malaspina 2007，第179頁.
10. ↑  Werbeamt der DB 1971，第13頁.